# Bryan Daniel O'Connor
Bryan Daniel O'Connor (* 6. září 1946, Orange, Kalifornie, USA) je důstojník námořní pěchoty, americký kosmonaut, činovník NASA. Ve vesmíru byl dvakrát.

## Život

### Studium
Střední školu absolvoval v roce 1964 a pak nastoupil na námořní akademii United States Naval Academy. Zde ukončil studium v roce 1968 a pokračoval ve vysokoškolském studiu na University of West Florida. Školu úspěšně ukončil roku 1970 a vrátil se k dalšímu studiu na námořní akademii.

### Zaměstnání
Sloužil u amerického vojenského námořnictva jako pilot.
V roce 1980 byl přijat mezi kandidáty astronauty a později do týmu astronautů NASA. Zůstal zde do roku 1996.
Oženil se s Susan a mají spolu dvě děti, chlapce Thomase a Kevina.

### Lety do vesmíru
Na oběžnou dráhu se v raketoplánech dostal dvakrát a strávil ve vesmíru 15 dní, 23 hodin a 18 minut. Byl 191. člověkem ve vesmíru.
- STS-61-B Atlantis (27. listopadu 1985 – 3. prosince 1985), pilot
- STS-40 Columbia (5. června 1991 – 14. června 1991), velitel

### Po letech
V období let 2002 až 2011 byl šéfem NASA pro bezpečnost a zajištění misí. Koncem srpna 2011 se rozhodl odejít do důchodu.